# Parád
Parád là một làng thuộc hạt Heves, Hungary. Làng này có diện tích 37,2 km², dân số năm 2010 là 1954 người, mật độ 53 người/km².